# آندریا زینی
آندریا زینی (انگلیسی: Andrea Zini؛ زادهٔ ۳ ژانویهٔ ۱۹۹۸) بازیکن فوتبال اهل ایتالیا است.
از باشگاه‌هایی که در آن بازی کرده‌است می‌توان به باشگاه فوتبال اتلتیکو آرتزو اشاره کرد.